# Hippo Regius
Hippo Regius (ook bekend als Hippo of Hippone) is de oude naam van de moderne stad Annaba, Algerije. Historisch gezien was het een belangrijke stad voor de Feniciërs, Berbers, Romeinen en Vandalen. Hippo was de hoofdstad van het Vandaalse Rijk van 435 tot 439 n.chr., totdat de hoofdstad werd verplaatst naar Carthago na de Vandaalse verovering van Carthago (439).
Het was de focus van verschillende vroegchristelijke concilies en de thuisbasis van Augustinus van Hippo, een zeer belangrijke kerkvader in het Westerse Christendom.

## Geschiedenis

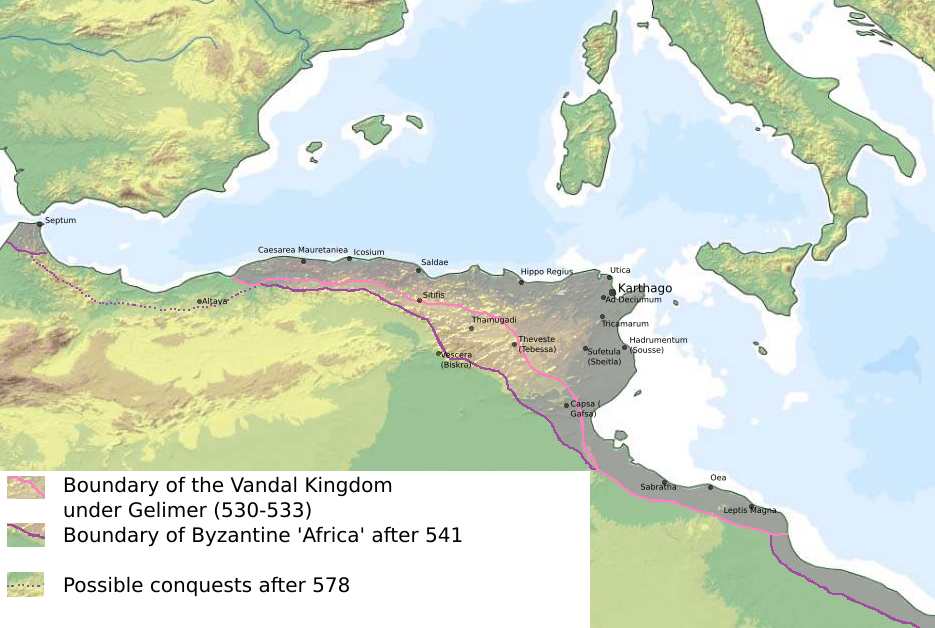
Hippo Regius in het Vandaalse Rijk en Byzantijns Noord-Afrika

Hippo is de latinisering van ʿpwn (Fenicisch: 𐤏𐤐𐤅𐤍), waarschijnlijk gerelateerd aan het woord ûbôn, wat "haven" betekent. De stad werd rond de 12e eeuw v.chr. als handelsnederzetting gesticht door Feniciërs uit Tyrus. Ten tijde van de Tweede Punische Oorlog veroverde de Massylische heerser Gaia deze kolonie. De latere consul Gaius Laelius landde in 205 v.chr. in de haven van Hippo, waarmee het Romeinse offensief in Noord-Afrika begon. Massinissa, de zoon van Gaia, herbouwde de stad van 201 tot 149 voor Christus tot een van de residenties van de Numidische koningen Na de overwinning van Julius Caesar in de Slag bij Thapsus van 46 v.Chr., werd Hippo ingelijfd bij het Romeinse Keizerrijk en toegevoegd aan de provincie Africa. Aanvankelijk was de stad slechts een municipium en kreeg later de juridische status van een colonia. Om Hippo te onderscheiden van Hippo Diarrhytus (het moderne Bizerte, in Tunesië), noemden de Romeinen de stad Hippo Regius ("Koninklijk Hippo") omdat het een van de residenties was van de Numidische koningen. De nabijgelegen rivier werd gelatiniseerd als de Ubus en de baai in het oosten stond bekend als de Baai van Hippo (Latijns: Hipponensis Sinus). De handel bloeide in Hippo Regius, aangezien het hier (en Carthago) was dat Rome de meeste van haar Afrikaanse producten kocht, waardoor het een belangrijke stad werd in Romeins Afrika.
De stad is misschien wel het meest bekend als het bisdom van Sint-Augustinus van Hippo in zijn latere jaren. In 430 na Christus trokken de Vandalen oostwaarts langs de Noord-Afrikaanse kust en belegerden de ommuurde stad Hippo Regius. Binnen baden Sint-Augustinus en zijn priesters om ontzet van de indringers, heel goed wetend dat de val van de stad de dood of bekering tot de Ariaanse ketterij zou betekenen voor een groot deel van de christelijke bevolking. Op 28 augustus 430, drie maanden na het beleg, stierf Sint-Augustinus (die 75 jaar oud was)  misschien door honger of stress, terwijl de tarwevelden buiten de stad onbewerkt en niet geoogst konden worden. Na 14 maanden teisterden honger en de onvermijdelijke ziektes zowel de stadsbewoners als de Vandalen buiten de stadsmuren. De stad viel in handen van de Vandalen en koning Geiserik maakte de stad tot de eerste hoofdstad van het Vandaalse Rijk tot de verovering van Carthago in 439. 
Hippo werd veroverd door het Oost-Romeinse rijk in 534 en bleef onder Romeinse heerschappij tot 698, toen het in handen viel van de Moslims; de Arabieren herbouwden de stad in de achtste eeuw. Op ongeveer drie kilometer afstand van Hippo stichtten in de elfde eeuw de Berberse Ziriden de stad Beleb-el-Anab, het moderne Annaba, die de Spanjaarden in de zestiende eeuw enkele jaren bezetten, net als de Fransen later, tijdens het bewind van Lodewijk XIV. Frankrijk nam deze stad in 1832 weer in. Beleb-el-Anab werd omgedoopt tot Bône of Bona en werd een van de regeringscentra voor het departement Constantine in Algerije. De stad had 37.000 inwoners, van wie er 10.800 oorspronkelijke bewoners waren, bestaande uit 9.400 Moslims en 1.400 genaturaliseerde Joden. Ook waren er 15.700 Fransen en 10.500 andere buitenlanders, waaronder veel Italianen.
In de eerste helft van de 19e eeuw begon de archeologie zich te richten op de overblijfselen van het oude Hippo Regius, waarbij de zoektocht naar monumenten uit het leven van de kerkvader Augustinus van Hippo lange tijd een essentiële rol speelde, expliciet of impliciet. Franse opgravingen hebben enkele bezienswaardigheden aan het licht gebracht, waaronder tempels, theaters, het forum en ook een vroegchristelijke basiliek waarvan wordt gezegd dat het de bisschoppelijke kerk van Sint-Augustinus is.

## Kerkelijke geschiedenis
Hippo was een oud bisdom, een van de vele suffraganen in de voormalige Romeinse provincie Numidie, een deel van de residentie van Constantine. Het bevat enkele oude ruïnes, een ziekenhuis gebouwd door de Kleine Zusters van de Armen en een mooie basiliek gewijd aan Sint-Augustinus. Onder Sint-Augustinus waren er naast het bisschoppelijk klooster minstens drie kloosters in het bisdom.
Het bisdom werd opgericht rond 250 n.chr. Alleen deze zes bisschoppen van Hippo zijn bekend:
- Sint-Theogenes [13] (256? – martelaar 259? )
- Sint-Leontius [13] (? – 303? )
- Fidentius (? – martelaar 304?)
- Valerius (388? – 396), die Sint-Augustinus wijdde
- Sint-Augustinus (354 - 28 augustus 430, coadjutor in 395, bisschop in 396)
- Heraclius (coadjutor in 426, bisschop in 430).

Het bisdom werd onderdrukt rond 450 na Christus.

### Concilie van Hippo
Drie kerkenraden werden gehouden in Hippo (393, 394, 426)  en meer synodes – ook in 397 (twee zittingen, juni en september) en 401, alle onder Aurelius.
De synodes van de Oude (Noord) Afrikaanse kerk werden gehouden, op enkele uitzonderingen na (bijv Hippo, 393; Milevum, 402) in Carthago. Uit de brieven van de heilige Cyprianus weten we dat de Afrikaanse bisschoppen, behalve in tijden van vervolging, minstens één keer per jaar bijeenkwamen, in de lente en soms ook in de herfst. Er werden bijvoorbeeld zes of zeven synodes gehouden onder het presidentschap van Sint-Cyprianus tijdens het decennium van zijn regering (249–258), en meer dan vijftien synodes onder Aurelius (391–429). De synode van Hippo van 393 beval jaarlijks een algemene vergadering, maar dit werd te zwaar bevonden voor de bisschoppen, en in de synode van Carthago (407) werd besloten om alleen een algemene synode te houden wanneer dat nodig was voor de behoeften van heel Afrika, en het zou worden gehouden op een plaats die daarvoor het meest geschikt was. Niet alle bisschoppen van het land waren verplicht om bij de algemene synode aanwezig te zijn. Op de synode van Hippo (393) werd bevolen dat waardigheidsbekleders vanuit elke kerkelijke provincie moesten worden gestuurd. Er was er maar één nodig uit Tripoli (in Libië), vanwege de armoede van de bisschoppen van die provincie. Op de Synode van Hippo (393), en opnieuw op de Synode van 397 in Carthago, werd een lijst opgesteld van de boeken van het Heilige Schrift en deze boeken (waaronder enkele die door protestanten als apocrief worden beschouwd) worden nog steeds beschouwd als de onderdelen van de katholieke canon.

### Titulair bisschopszetel
Het bisdom Hippo(ne) werd in 1400 nominaal nieuw leven ingeblazen als het katholieke Latijnse titulair bisdom van de (laagste) bisschoppelijke rang, waarvoor geen zetelende bisschop is geregistreerd.
Het bisdom hield op te bestaan op 23 september 1867, toen de zetel formeel werd verenigd met het rooms-katholieke bisdom Constantine.